# Pseudoliomesus
Pseudoliomesus is een geslacht van weekdieren uit de klasse van de Gastropoda (slakken).

## Soorten
- Pseudoliomesus canaliculatus (Dall, 1874)
- Pseudoliomesus nassula (Dall, 1901)
- Pseudoliomesus nux (Dall, 1877)
- Pseudoliomesus ooides (Middendorff, 1848)